# 올림픽 최종 성화 주자 목록

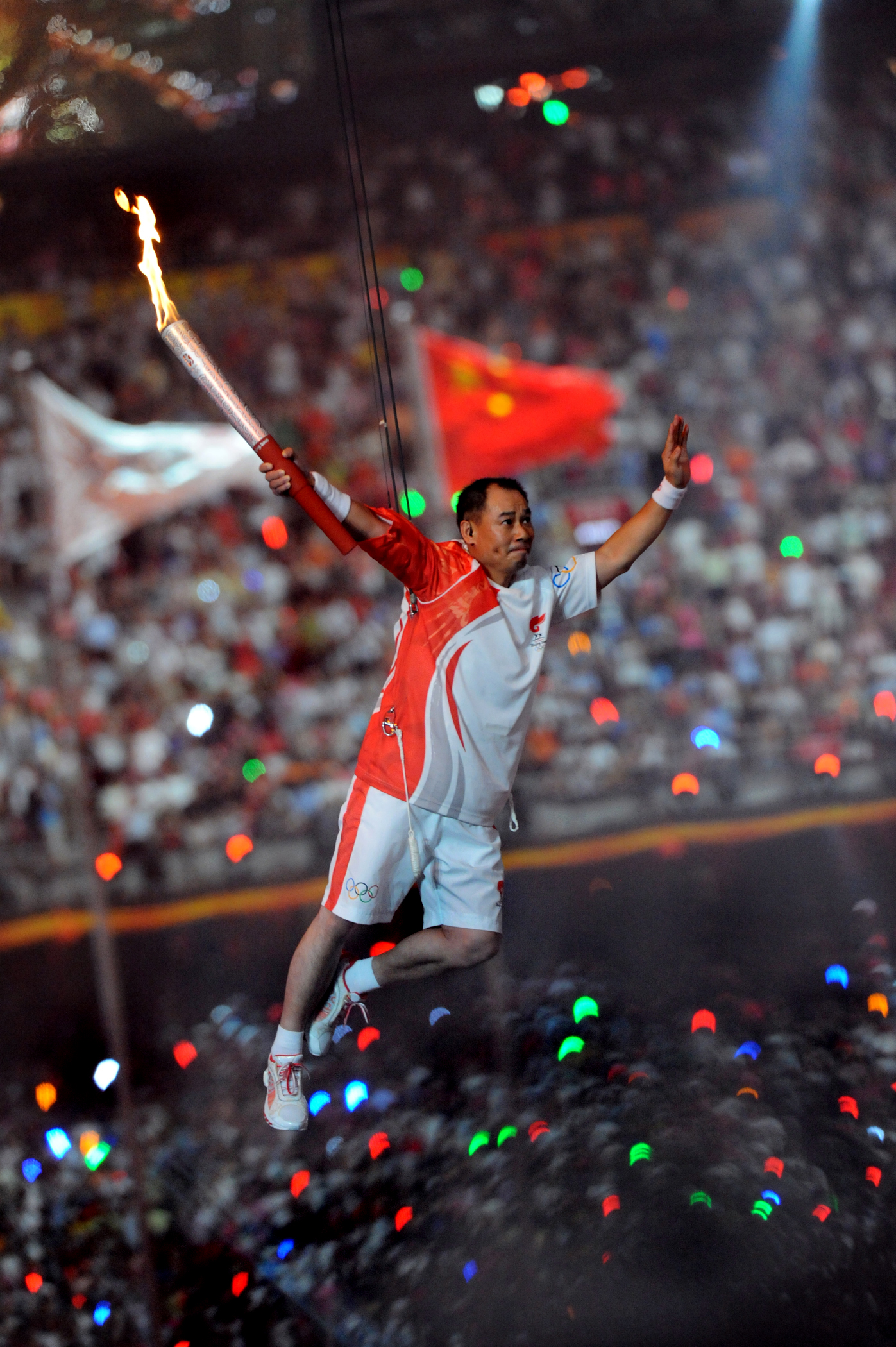
2008년 하계 올림픽 개막식에서 최종 섬화자로서 성화를 봉송하고 있는 리닝 전 체조선수.

올림픽 성화를 고대 올림픽의 기원지 그리스 올림피아에서 근대 올림픽 개최지로 성화 봉송하는 전통은 1936년 베를린 올림픽에 앞서 처음 시작되었다. 이때부터 중대한 업적을 달성하였거나 자국을 대표할 만한, 아니면 어린 선수들을 대표할 만한 유명 선수, 또는 그밖의 중요한 상징성을 지닌 사람이 올림픽 성화 봉송의 최종 주자로 선정되어 개막식의 성화대를 밝히는 영광을 누린다.

## 역사
역대 올림픽 최종 성화 주자 중에서 유명 선수가 처음으로 나온 경우는 1952년 헬싱키 하계 올림픽 당시 9관왕을 달성한 올림픽 챔피언 파보 누르미가 나왔을 때이다. 이 밖에 프랑스의 축구 스타 미셸 플라티니 (1992년), 헤비급 복싱 챔피언 무함마드 알리 (1996년), 오스트레일리아의 육상선수 캐시 프리먼 (2000년), 캐나다의 아이스하키 선수 웨인 그레츠키 (2010년), 마라톤 선수 반데를레이 지 리마 (2016년), 김연아 (2018년) 등이 선정된 적이 있다.
유명 선수는 아니지만 올림픽 정신을 상징할 만한 사람이 성화대를 밝히기도 한다. 1945년 8월 6일 히로시마가 핵폭탄으로 파괴될 당시 태어난 일본의 육상선수 사카이 요시노리는 전후 일본의 재흥을 상징하는 인물로서 1964년 도쿄 올림픽에서 성화대에 불을 붙였다. 1976년 몬트리올 올림픽에서는 프랑스어권과 영어권 지역을 상징하는 두 청소년이 성화대에 불을 붉혀 캐나다의 통합을 상징하였다. 1988년 서울 올림픽에서도 '보통 사람'을 상징하는 의미에서 무명의 일반인 두 명과 신인 육상 선수가 성화대를 밝힌 적 있으며, 1994년 릴레함메르 동계 올림픽에서는 노르웨이의 호콘 왕세자가 올림픽 선수였던 아버지와 할아버지의 명예를 대표하여 성화대를 밝혔다. 가장 최근인 2012년 런던 올림픽에서는 영국의 옛 올림픽 챔피언들이 선정한 신인 선수 7인이 불을 밝히는 영광을 누렸다.

## 최종 성화주자 목록

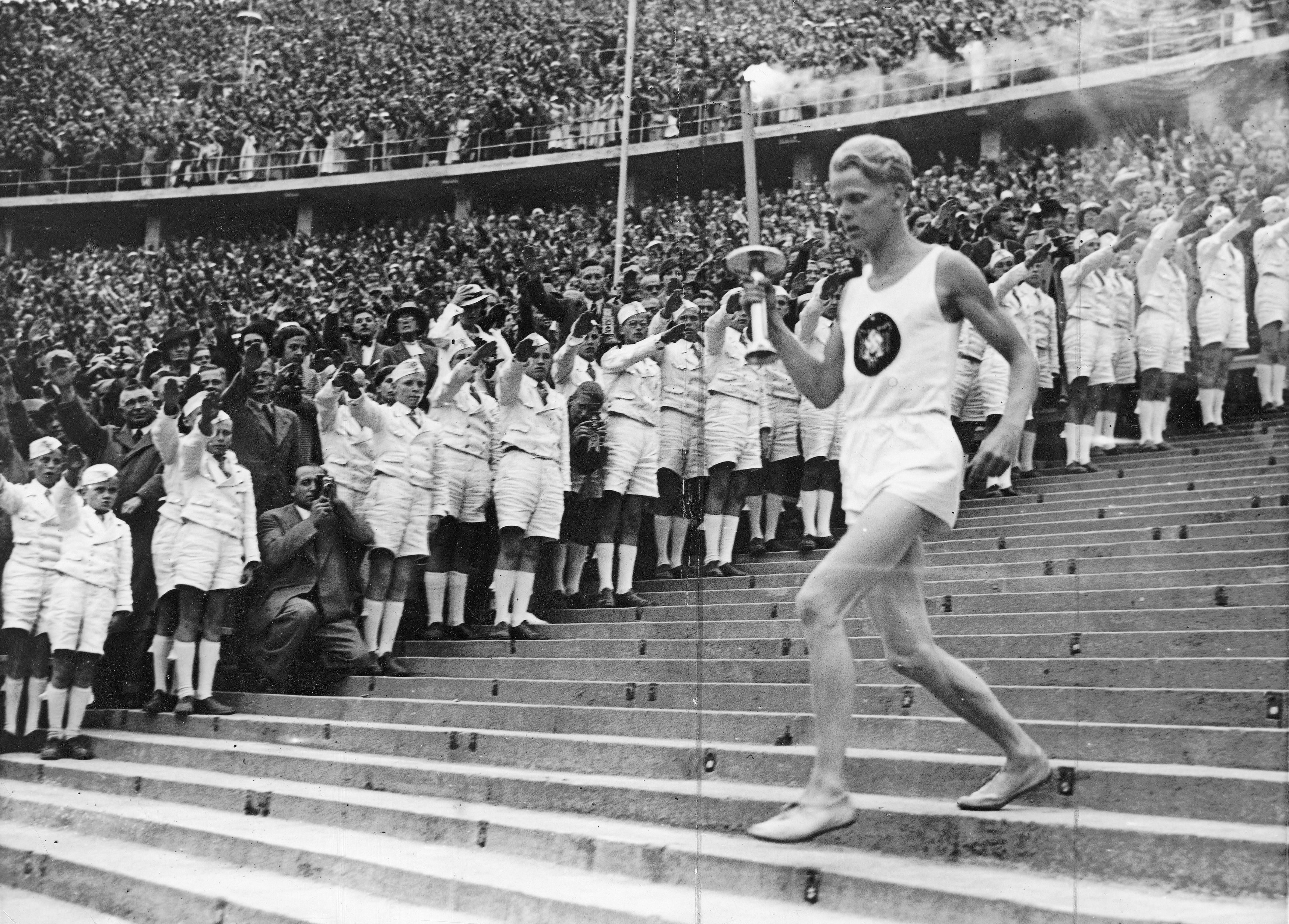
1936년 베를린 올림픽 스타디움의 계단을 내려가는 성화주자 프리츠 실겐.

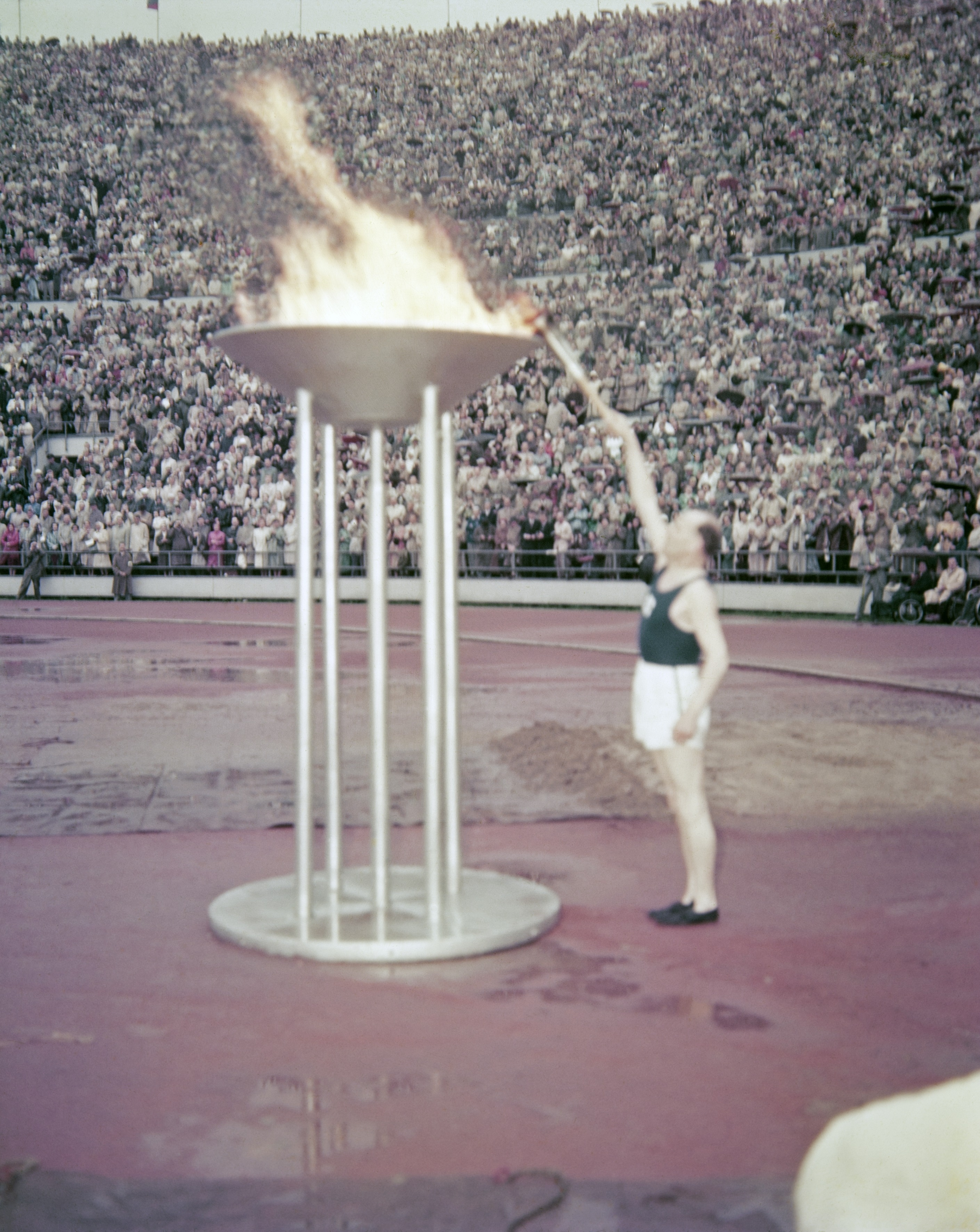
1952년 헬싱키 올림픽 스타디움의 성화대에 불을 지피는 파보 누르미.

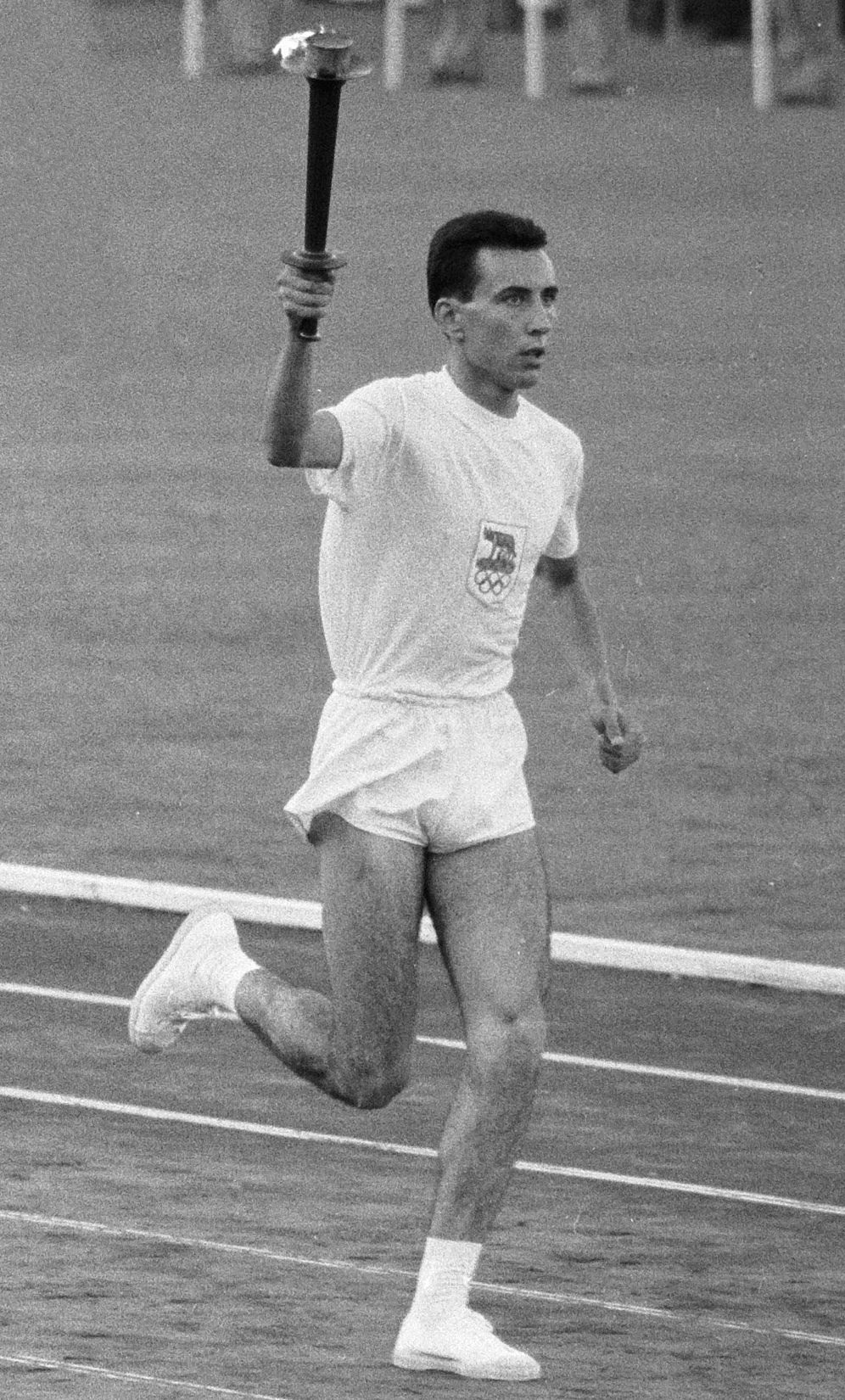
1960년 로마 올림픽 스타디움을 달리며 성화를 봉송하는 잔카를로 페리스

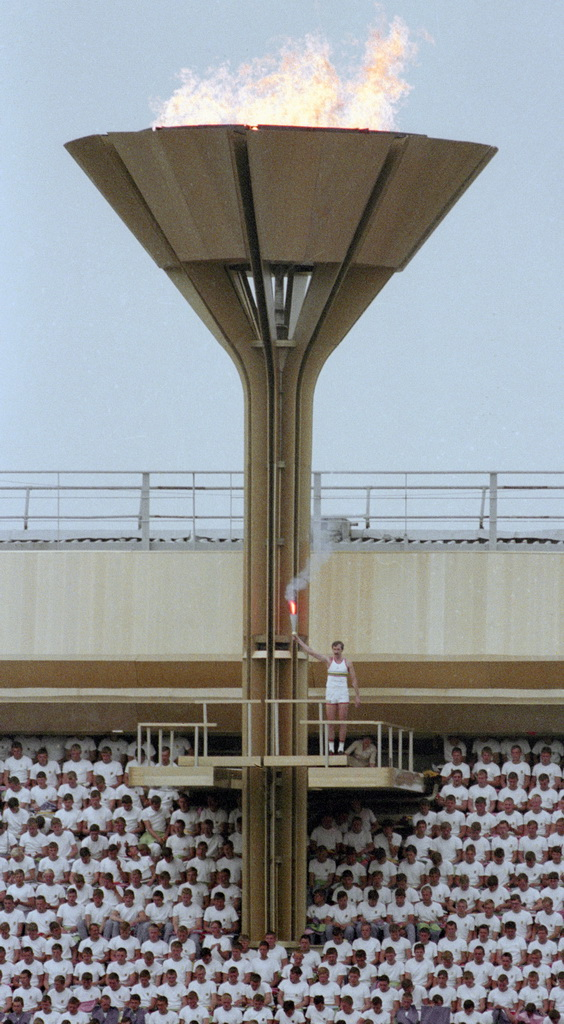
1980년 모스크바 루즈니키 스타디움에서 올림픽 성화를 밝히는 농구선수 세르게이 벨로프

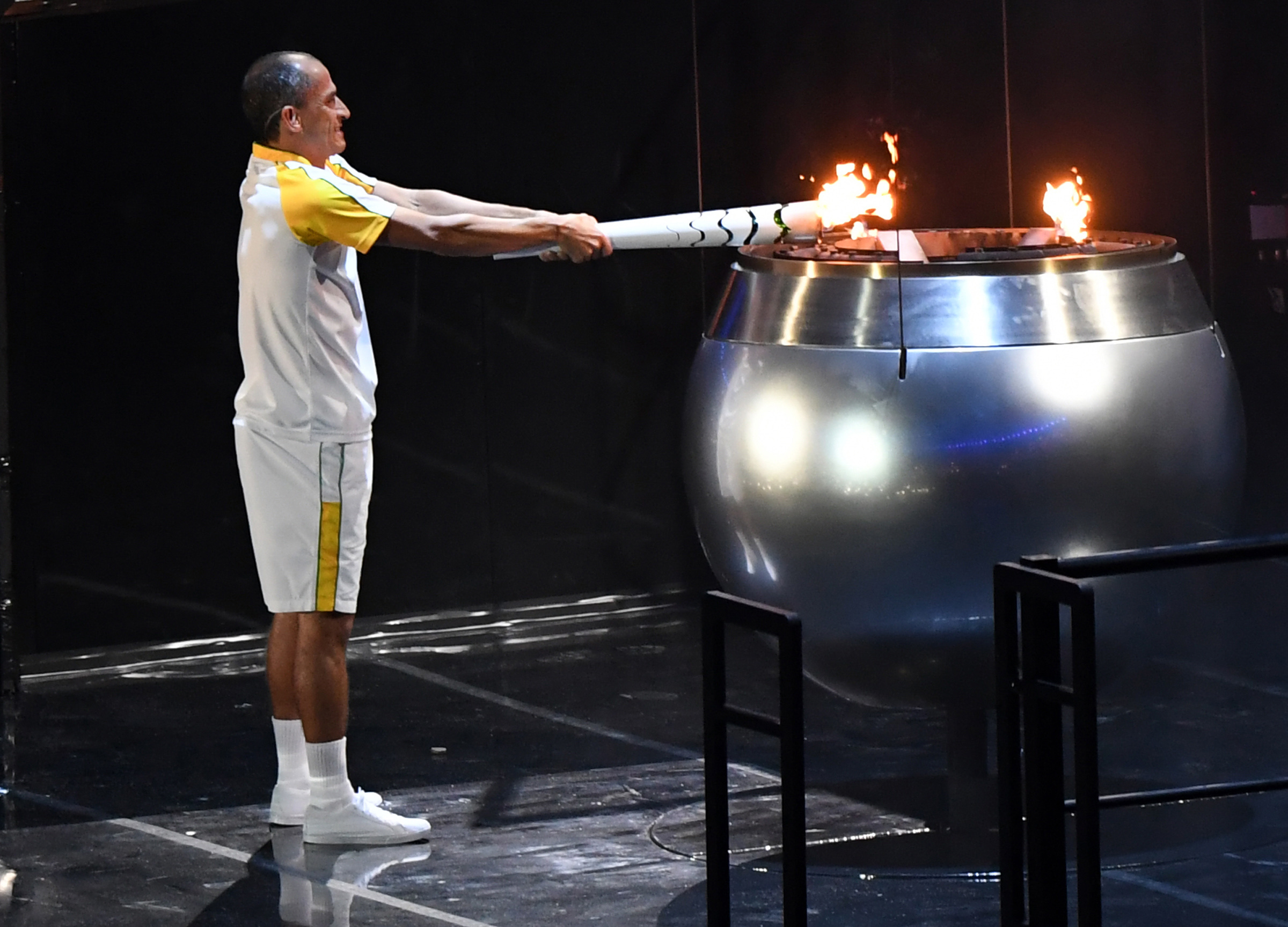
2016년 리우데자네이루 마라카낭 스타디움에서 성화대에 불을 밝히는 브라질의 마라톤 선수 반데를레이 지 리마

| 대회               | 위치           | 점화자                                        | 종목                        | 주석 | 각주                 |
| ------------------ | -------------- | --------------------------------------------- | --------------------------- | --- | -------------------- |
| 1936년 하계        | 베를린         | 프리츠 실겐                                   | 육상                        | 실겐은 베를린 올림픽에 출전하지는 않지만 달리는 방식이 기품있다는 이유로 선정되었다. | [ 1 ]                |
| 1948년 하계        | 런던           | 존 마크                                       | 육상                        | 케임브리지 대학교 의학과 출신의 무명 육상선수. | [ 2 ]                |
| 1952년 동계        | 오슬로         | 에이길 난센                                   | 일반인                      | 극지 탐험가 프리티오프 난센의 손자. 선수가 아닌 일반인 출신으로는 최초의 성화점화자였다. | [ 3 ]                |
| 1952년 하계        | 헬싱키         | 파보 누르미                                   | 육상                        | 누르미는 1920년대에 올림픽 9관왕을 차지한 전설의 육상 선수였으며, 콜레흐마이넨은 4관왕을 차지하였다. 누르미가 먼저 지상에 있는 성화대에 성화를 점화한 뒤 네 명의 축구 선수에게 성화를 전달, 이후 성화탑에 올라간 콜레흐마이넨에게 성화가 전달되어 불을 붙였다. | [ 4 ]                |
| 1952년 하계        | 헬싱키         | 한네스 콜레흐마이넨                           | 육상                        | 누르미는 1920년대에 올림픽 9관왕을 차지한 전설의 육상 선수였으며, 콜레흐마이넨은 4관왕을 차지하였다. 누르미가 먼저 지상에 있는 성화대에 성화를 점화한 뒤 네 명의 축구 선수에게 성화를 전달, 이후 성화탑에 올라간 콜레흐마이넨에게 성화가 전달되어 불을 붙였다. | [ 4 ]                |
| 1956년 동계        | 코르티나담페초 | 귀도 카롤리                                   | 스피드스케이팅              | 1948년, 1952년, 1956년 올림픽에 참가한 선수. 성화봉을 들고 스케이트를 타서 성화대까지 전달하였으며 중간에 TV 케이블을 밟았지만 성화는 무사했다. | [ 5 ]                |
| 1956년 하계        | 멜버른         | 론 클라크 (멜버른)                            | 육상                        | 종목이 분산 개최됨에 따라 성화 의식도 두번씩 치러졌다. 클리크는 훗날 1964년 올림픽 대회에서 동메달을 획득하며, 위크네 역시 같은 대회에 참가한다. 스톡홀름에서 진행될 당시 위크네가 내야의 성화대에 성화를 점화한 뒤 카린 린드베르그와 헨리 에릭손이 성화를 이어받아 스톡홀름 올림픽 스타디움의 두 탑으로 각각 달리는 식으로 진행되었다. | [ 6 ]                |
| 1956년 하계        | 멜버른         | 한스 위크네 (스톡홀름)                        | 승마                        | 종목이 분산 개최됨에 따라 성화 의식도 두번씩 치러졌다. 클리크는 훗날 1964년 올림픽 대회에서 동메달을 획득하며, 위크네 역시 같은 대회에 참가한다. 스톡홀름에서 진행될 당시 위크네가 내야의 성화대에 성화를 점화한 뒤 카린 린드베르그와 헨리 에릭손이 성화를 이어받아 스톡홀름 올림픽 스타디움의 두 탑으로 각각 달리는 식으로 진행되었다. | [ 6 ]                |
| 1960년 동계        | 스쿼밸리       | 켄 헨리                                       | 스피드스케이팅              | 1952년 올림픽 스피드스케이팅 500m 금메달리스트. | [ 7 ]                |
| 1960년 하계        | 로마           | 잔카를로 페리스                               | 육상                        | 그리스계 육상선수. 이탈리아 올림픽 위원회는 올림픽 대회의 최종 성화주자를 크로스컨트리 달리기 대회의 우승자로 선정하기로 결정하였고, 해당 대회에서 페리스가 우승하여 최종 성화주자가 되었다. | [ 8 ]                |
| 1964년 동계        | 인스부르크     | 조세프 리더                                   | 알파인 스키                 | 1956년 올림픽 국가대표. | [ 9 ]                |
| 1964년 하계        | 도쿄           | 사카이 요시노리                               | 육상                        | 사카이는 1945년 히로시마에 원폭이 투하되던 날에 태어난 육상 선수였다. 올림픽에는 출전하지 않았고 2년 후 1966년 아시안 게임에서 메달리스트가 되었다. | [ 10 ]               |
| 1968년 동계        | 그르노블       | 알랭 칼마                                     | 피겨스케이팅                | 1964년 올림픽 은메달리스트. | [ 11 ]               |
| 1968년 하계        | 멕시코시티     | 노르마 엔리케타 바실리오 데 소텔로            | 육상                        | 육상 국가대표로 올림픽에 출전하였다. 여성으로는 첫번째 최종 성화주자. | [ 12 ]               |
| 1972년 동계        | 삿포로         | 다카다 히데키                                 | 스피드스케이팅              | | [ 13 ]               |
| 1972년 하계        | 뮌헨           | 귄터 잔                                       | 육상                        | 중거리 육상선수. 독일 주니어 육상 선수권대회 우승자이기도 했다. | [ 14 ]               |
| 1976년 동계        | 인스부르크     | 크리스틀 하스                                 | 알파인 스키                 | 하스는 1964년 올림픽 다운힐 종목에서 금메달을 딴 선수이며 파이슈트만틀 역시 같은 대회의 루지 더블 종목에서 금메달을 차지했다. | [ 15 ]               |
| 1976년 동계        | 인스부르크     | 조세프 파이슈트만틀                           | 루지                        | 하스는 1964년 올림픽 다운힐 종목에서 금메달을 딴 선수이며 파이슈트만틀 역시 같은 대회의 루지 더블 종목에서 금메달을 차지했다. | [ 15 ]               |
| 1976년 하계        | 몬트리올       | 스테판 프레퐁텐                               | 육상                        | 영어권 캐나다와 프랑스어권 캐나다를 각각 상징하는 의미에서 선정된 두 청소년 주자로, 이후 올림픽에 단 한번도 참가하지 않았다. | [ 16 ]               |
| 1976년 하계        | 몬트리올       | 샌드라 헨더슨                                 | 육상                        | 영어권 캐나다와 프랑스어권 캐나다를 각각 상징하는 의미에서 선정된 두 청소년 주자로, 이후 올림픽에 단 한번도 참가하지 않았다. | [ 16 ]               |
| 1980년 동계        | 레이크플래시드 | 찰스 구지노                                   | 일반인                      | 애리조나 출신의 의사로 전체 성화 주자 52명 가운데에서 최종주자로 선발되었다. | [ 17 ]               |
| 1980년 하계        | 모스크바       | 세르게이 벨로프                               | 농구                        | 소련 농구대표팀 소속으로서 네 차례의 올림픽에서 메달을 땄으며, 1972년 올림픽에서는 금메달리스트가 되었다. | [ 18 ]               |
| 1984년 동계        | 사라예보       | 산다 두브라브치치                             | 피겨스케이팅                | 1980년 / 1984년 올림픽 참가 선수. | [ 19 ]               |
| 1984년 하계        | 로스앤젤레스   | 레이퍼 존슨                                   | 육상                        | 1960년 올림픽 육상 10종경기 금메달리스트. | [ 20 ]               |
| 1988년 동계        | 캘거리         | 로빈 페리                                     | 피겨스케이팅                | 당시 12살의 여학생으로 장래가 유망한 피겨스케이팅 선수로서 선정되었다. | [ 21 ]               |
| 1988년 하계        | 서울           | 정선만                                        | 일반인                      | '보통 사람들'이라는 주제 하에 일반인 두 명과 젊은 선수 한 명이 선정되었다. 정선만은 섬마을 학교 선생님, 손미정은 무용학교에 재학 중인 여학생, 김원탁은 젊은 육상선수로서 올림픽 마라톤에 출전하였다. 이로서 서울올림픽은 성화 최종주자가 세 명인 대회가 되었으며, 2010년 올림픽까지는 최종주자가 가장 많았던 대회였다. | [ 22 ]               |
| 1988년 하계        | 서울           | 손미정                                        | 일반인                      | '보통 사람들'이라는 주제 하에 일반인 두 명과 젊은 선수 한 명이 선정되었다. 정선만은 섬마을 학교 선생님, 손미정은 무용학교에 재학 중인 여학생, 김원탁은 젊은 육상선수로서 올림픽 마라톤에 출전하였다. 이로서 서울올림픽은 성화 최종주자가 세 명인 대회가 되었으며, 2010년 올림픽까지는 최종주자가 가장 많았던 대회였다. | [ 22 ]               |
| 1988년 하계        | 서울           | 김원탁                                        | 육상                        | '보통 사람들'이라는 주제 하에 일반인 두 명과 젊은 선수 한 명이 선정되었다. 정선만은 섬마을 학교 선생님, 손미정은 무용학교에 재학 중인 여학생, 김원탁은 젊은 육상선수로서 올림픽 마라톤에 출전하였다. 이로서 서울올림픽은 성화 최종주자가 세 명인 대회가 되었으며, 2010년 올림픽까지는 최종주자가 가장 많았던 대회였다. | [ 22 ]               |
| 1992년 동계 올림픽 | 알베르빌       | 미셸 플라티니                                 | 축구                        | 플라티니는 1976년 하계 올림픽 당시 프랑스 국가대표팀으로 뛰었다. 그랑주는 훗날 알파인스키 선수 (이자 훗날 알파인스키 슬라롬 세계챔피언을 달성하는 장바티스트 그랑주의 형)이 된다. 당시 그랑주는 9세 소년이었으며 올림픽 역사상 가장 어린 최종 성화주자가 되었다. | [ 23 ]               |
| 1992년 동계 올림픽 | 알베르빌       | 프랑수아시리유 그랑주                         | 알파인 스키                 | 플라티니는 1976년 하계 올림픽 당시 프랑스 국가대표팀으로 뛰었다. 그랑주는 훗날 알파인스키 선수 (이자 훗날 알파인스키 슬라롬 세계챔피언을 달성하는 장바티스트 그랑주의 형)이 된다. 당시 그랑주는 9세 소년이었으며 올림픽 역사상 가장 어린 최종 성화주자가 되었다. | [ 23 ]               |
| 1992년 하계        | 바르셀로나     | 안토니오 레보요                               | 양궁                        | 1984년과 1992년 패럴림픽에 출전했던 장애인 선수로 두 개의 은메달과 한 개의 동메달을 딴 전력이 있다. 패럴림픽 선수로는 역사상 유일한 최종점화자이며, 화살에 성화불을 옮긴 다음 성화대로 멀리 쏘아넣어 붙이는 퍼포먼스를 선보였다. | [ 24 ]               |
| 1994년 동계        | 릴레함메르     | 노르웨이 왕세자 호콘                          | 일반인                      | 노르웨이의 왕세자. 올림픽 선수는 아니지만 아버지인 하랄 5세, 할아버지인 올라프 5세가 올림픽에 참가한 전력이 있었기에 그들을 대신하여 성화대에 불을 붙였다. 아버지인 하랄 5세는 올림픽 개막 선언을 하였다. | [ 25 ]               |
| 1996년 하계        | 애틀랜타       | 무하마드 알리                                 | 복싱                        | 1960년 올림픽 금메달리스트이자 역사상 가장 위대한 선수로 꼽히는 복싱의 전설. | [ 26 ]               |
| 1998년 동계        | 나가노         | 이토 미도리                                   | 피겨스케이팅                | 1992년 동계 올림픽 은메달리스트. | [ 27 ]               |
| 2000년 하계        | 시드니         | 캐시 프리먼                                   | 육상                        | 1996년 올림픽 400m 종목에서 은메달을, 이번 올림픽 400m 종목에서 금메달을 딴 여성 선수. 최종 점화자이자 그 해 대회에서 금메달을 딴 선수로는 유일한 선수가 되었다. | [ 28 ]               |
| 2002년 동계        | 솔트레이크시티 | 1980년 동계 올림픽 미국 아이스하키 국가대표팀 | 아이스하키                  | '은반위의 기적'으로 잘 알려진 국가대표팀. 소련을 극적으로 누르고 금메달을 딴 것으로 유명하다. | [ 29 ]               |
| 2004년 하계        | 아테네         | 니콜라오스 카클라마나키스                     | 요트                        | 1996년 올림픽 금메달리스트이자 이번 올림픽 은메달리스트. | [ 30 ]               |
| 2006년 동계        | 토리노         | 스테파니아 벨몬도                             | 크로스컨트리 스키           | 2개의 금메달을 비롯해 총 10개의 메달을 휩쓴 이탈리아의 대표 설상종목 선수. | [ 31 ]               |
| 2008년 하계        | 베이징         | 리닝                                          | 기계체조                    | 1984년 3개의 금메달을 비롯, 총 6개의 메달을 따낸 선수. 1952년 중국의 올림픽 첫 참가 이래 가장 성공한 올림픽 선수로 꼽힌다. | [ 32 ]               |
| 2010년 동계        | 밴쿠버         | 스티브 내시 (실내 성화대)                     | 농구                        | 르메이 돈은 1998년과 2002년 동계 올림픽 500m 종목 2관왕을 달성한 선수다. 내시는 포에닉스 선스 소속선수이자 전 캐나다 올림픽 농구 국가대표로서 NBA MVP를 두 차례 거머쥔 바 있다. 그린은 1968년 동계 올림픽 자이언트슬라롬 종목에서 금메달을, 슬라롬 종목에서 은메달을 딴 원로 선수이다. 그레츠키는 캐나다 아이스하키 국가대표이자 에드먼턴 올리어스 소속 선수로서 스탠리 컵을 네 차례 (1984년, 1985년, 1987년, 1988년) 들어올린 선수이다. 2002년 동계 올림픽에서는 캐나다 남자 아이스하키팀 총괄감독을 맡아 팀의 우승에 기여하기도 했다. BC 플레이스 스타디움에서 치러진 개막식에서 내시, 그린, 그리츠키가 실내의 성화대에 먼저 불을 붙인 다음, 그리츠키가 밖으로 나가 밴쿠버 컨벤션 센터 근처의 야외 성화대에 불을 다시 붙이는 방식으로 성화점화가 진행되었다. 이 중에서 야외 성화대만 대회 내내 가동되었다. 르메이 돈 선수는 실내 성화대에 성화를 지필 최종주자 중 한 명으로 지명되었으나, 정작 개막식 당시에는 성화대를 이루는 네 개의 기둥 중 하나가 기술적인 문제로 작동하지 않는 바람에 불을 지피지 못했다. 이후 폐막식에서 올라오지 않은 기둥을 장난스럽게 '고치는' 퍼포먼스가 이뤄진 뒤, 르메이 돈 선수가 네번째 기둥에 다시 불을 붙여서 그 기둥을 올린 뒤 나머지 세 기둥에 합류시켜 온전한 성화대를 이루었다. | [ 33 ] [ 34 ] [ 35 ] |
| 2010년 동계        | 밴쿠버         | 낸시 그린 (실내 성화대)                       | 알파인 스키                 | 르메이 돈은 1998년과 2002년 동계 올림픽 500m 종목 2관왕을 달성한 선수다. 내시는 포에닉스 선스 소속선수이자 전 캐나다 올림픽 농구 국가대표로서 NBA MVP를 두 차례 거머쥔 바 있다. 그린은 1968년 동계 올림픽 자이언트슬라롬 종목에서 금메달을, 슬라롬 종목에서 은메달을 딴 원로 선수이다. 그레츠키는 캐나다 아이스하키 국가대표이자 에드먼턴 올리어스 소속 선수로서 스탠리 컵을 네 차례 (1984년, 1985년, 1987년, 1988년) 들어올린 선수이다. 2002년 동계 올림픽에서는 캐나다 남자 아이스하키팀 총괄감독을 맡아 팀의 우승에 기여하기도 했다. BC 플레이스 스타디움에서 치러진 개막식에서 내시, 그린, 그리츠키가 실내의 성화대에 먼저 불을 붙인 다음, 그리츠키가 밖으로 나가 밴쿠버 컨벤션 센터 근처의 야외 성화대에 불을 다시 붙이는 방식으로 성화점화가 진행되었다. 이 중에서 야외 성화대만 대회 내내 가동되었다. 르메이 돈 선수는 실내 성화대에 성화를 지필 최종주자 중 한 명으로 지명되었으나, 정작 개막식 당시에는 성화대를 이루는 네 개의 기둥 중 하나가 기술적인 문제로 작동하지 않는 바람에 불을 지피지 못했다. 이후 폐막식에서 올라오지 않은 기둥을 장난스럽게 '고치는' 퍼포먼스가 이뤄진 뒤, 르메이 돈 선수가 네번째 기둥에 다시 불을 붙여서 그 기둥을 올린 뒤 나머지 세 기둥에 합류시켜 온전한 성화대를 이루었다. | [ 33 ] [ 34 ] [ 35 ] |
| 2010년 동계        | 밴쿠버         | 웨인 그레츠키 (실내 / 야외 성화대)            | 아이스하키                  | 르메이 돈은 1998년과 2002년 동계 올림픽 500m 종목 2관왕을 달성한 선수다. 내시는 포에닉스 선스 소속선수이자 전 캐나다 올림픽 농구 국가대표로서 NBA MVP를 두 차례 거머쥔 바 있다. 그린은 1968년 동계 올림픽 자이언트슬라롬 종목에서 금메달을, 슬라롬 종목에서 은메달을 딴 원로 선수이다. 그레츠키는 캐나다 아이스하키 국가대표이자 에드먼턴 올리어스 소속 선수로서 스탠리 컵을 네 차례 (1984년, 1985년, 1987년, 1988년) 들어올린 선수이다. 2002년 동계 올림픽에서는 캐나다 남자 아이스하키팀 총괄감독을 맡아 팀의 우승에 기여하기도 했다. BC 플레이스 스타디움에서 치러진 개막식에서 내시, 그린, 그리츠키가 실내의 성화대에 먼저 불을 붙인 다음, 그리츠키가 밖으로 나가 밴쿠버 컨벤션 센터 근처의 야외 성화대에 불을 다시 붙이는 방식으로 성화점화가 진행되었다. 이 중에서 야외 성화대만 대회 내내 가동되었다. 르메이 돈 선수는 실내 성화대에 성화를 지필 최종주자 중 한 명으로 지명되었으나, 정작 개막식 당시에는 성화대를 이루는 네 개의 기둥 중 하나가 기술적인 문제로 작동하지 않는 바람에 불을 지피지 못했다. 이후 폐막식에서 올라오지 않은 기둥을 장난스럽게 '고치는' 퍼포먼스가 이뤄진 뒤, 르메이 돈 선수가 네번째 기둥에 다시 불을 붙여서 그 기둥을 올린 뒤 나머지 세 기둥에 합류시켜 온전한 성화대를 이루었다. | [ 33 ] [ 34 ] [ 35 ] |
| 2010년 동계        | 밴쿠버         | 캐트리오나 르메이 돈 (폐막식)                 | 스피드스케이팅              | 르메이 돈은 1998년과 2002년 동계 올림픽 500m 종목 2관왕을 달성한 선수다. 내시는 포에닉스 선스 소속선수이자 전 캐나다 올림픽 농구 국가대표로서 NBA MVP를 두 차례 거머쥔 바 있다. 그린은 1968년 동계 올림픽 자이언트슬라롬 종목에서 금메달을, 슬라롬 종목에서 은메달을 딴 원로 선수이다. 그레츠키는 캐나다 아이스하키 국가대표이자 에드먼턴 올리어스 소속 선수로서 스탠리 컵을 네 차례 (1984년, 1985년, 1987년, 1988년) 들어올린 선수이다. 2002년 동계 올림픽에서는 캐나다 남자 아이스하키팀 총괄감독을 맡아 팀의 우승에 기여하기도 했다. BC 플레이스 스타디움에서 치러진 개막식에서 내시, 그린, 그리츠키가 실내의 성화대에 먼저 불을 붙인 다음, 그리츠키가 밖으로 나가 밴쿠버 컨벤션 센터 근처의 야외 성화대에 불을 다시 붙이는 방식으로 성화점화가 진행되었다. 이 중에서 야외 성화대만 대회 내내 가동되었다. 르메이 돈 선수는 실내 성화대에 성화를 지필 최종주자 중 한 명으로 지명되었으나, 정작 개막식 당시에는 성화대를 이루는 네 개의 기둥 중 하나가 기술적인 문제로 작동하지 않는 바람에 불을 지피지 못했다. 이후 폐막식에서 올라오지 않은 기둥을 장난스럽게 '고치는' 퍼포먼스가 이뤄진 뒤, 르메이 돈 선수가 네번째 기둥에 다시 불을 붙여서 그 기둥을 올린 뒤 나머지 세 기둥에 합류시켜 온전한 성화대를 이루었다. | [ 33 ] [ 34 ] [ 35 ] |
| 2012년 하계        | 런던           | 데지레 헨리                                   | 육상                        | 2012년 하계 올림픽의 성화는 장래가 돋보이는 일곱 명의 선수가 선발되었으며, 영국의 원로 올림픽 선수로부터 한 명씩 각각 추천받았다. 에얼리는 실리 로버트슨으로부터, 더킷은 덩컨 굿뉴, 헨리는 데일리 톰프슨, 커크는 메리 피터스, 맥리치는 스티브 레드그레이브, 레이놀즈는 린 데이비스, 마지막으로 트레이시는 켈리 홈스로부터 추천받았다. 일곱 명이 성화대에 불을 붙인 뒤에는 오스틴 플레이풋이 올림픽 스타디움의 다른 자리에 다시 한번 성화를 지폈다. 이 일곱 명의 최종주자는 올림픽 성화가 밝히기 전까지 '시크릿 세븐'이라 불리며 그 정체와 역할이 철저한 기밀에 부쳐졌다. 헨리는 훗날 2016년 4 x 100m 계주 종목에서 동메달을 따게 된다. | [ 36 ] [ 37 ]        |
| 2012년 하계        | 런던           | 케이티 커크                                   | 육상                        | 2012년 하계 올림픽의 성화는 장래가 돋보이는 일곱 명의 선수가 선발되었으며, 영국의 원로 올림픽 선수로부터 한 명씩 각각 추천받았다. 에얼리는 실리 로버트슨으로부터, 더킷은 덩컨 굿뉴, 헨리는 데일리 톰프슨, 커크는 메리 피터스, 맥리치는 스티브 레드그레이브, 레이놀즈는 린 데이비스, 마지막으로 트레이시는 켈리 홈스로부터 추천받았다. 일곱 명이 성화대에 불을 붙인 뒤에는 오스틴 플레이풋이 올림픽 스타디움의 다른 자리에 다시 한번 성화를 지폈다. 이 일곱 명의 최종주자는 올림픽 성화가 밝히기 전까지 '시크릿 세븐'이라 불리며 그 정체와 역할이 철저한 기밀에 부쳐졌다. 헨리는 훗날 2016년 4 x 100m 계주 종목에서 동메달을 따게 된다. | [ 36 ] [ 37 ]        |
| 2012년 하계        | 런던           | 이던 레이놀즈                                 | 육상                        | 2012년 하계 올림픽의 성화는 장래가 돋보이는 일곱 명의 선수가 선발되었으며, 영국의 원로 올림픽 선수로부터 한 명씩 각각 추천받았다. 에얼리는 실리 로버트슨으로부터, 더킷은 덩컨 굿뉴, 헨리는 데일리 톰프슨, 커크는 메리 피터스, 맥리치는 스티브 레드그레이브, 레이놀즈는 린 데이비스, 마지막으로 트레이시는 켈리 홈스로부터 추천받았다. 일곱 명이 성화대에 불을 붙인 뒤에는 오스틴 플레이풋이 올림픽 스타디움의 다른 자리에 다시 한번 성화를 지폈다. 이 일곱 명의 최종주자는 올림픽 성화가 밝히기 전까지 '시크릿 세븐'이라 불리며 그 정체와 역할이 철저한 기밀에 부쳐졌다. 헨리는 훗날 2016년 4 x 100m 계주 종목에서 동메달을 따게 된다. | [ 36 ] [ 37 ]        |
| 2012년 하계        | 런던           | 아델 트레이시                                 | 육상                        | 2012년 하계 올림픽의 성화는 장래가 돋보이는 일곱 명의 선수가 선발되었으며, 영국의 원로 올림픽 선수로부터 한 명씩 각각 추천받았다. 에얼리는 실리 로버트슨으로부터, 더킷은 덩컨 굿뉴, 헨리는 데일리 톰프슨, 커크는 메리 피터스, 맥리치는 스티브 레드그레이브, 레이놀즈는 린 데이비스, 마지막으로 트레이시는 켈리 홈스로부터 추천받았다. 일곱 명이 성화대에 불을 붙인 뒤에는 오스틴 플레이풋이 올림픽 스타디움의 다른 자리에 다시 한번 성화를 지폈다. 이 일곱 명의 최종주자는 올림픽 성화가 밝히기 전까지 '시크릿 세븐'이라 불리며 그 정체와 역할이 철저한 기밀에 부쳐졌다. 헨리는 훗날 2016년 4 x 100m 계주 종목에서 동메달을 따게 된다. | [ 36 ] [ 37 ]        |
| 2012년 하계        | 런던           | 콜럼 에얼리                                   | 요트                        | 2012년 하계 올림픽의 성화는 장래가 돋보이는 일곱 명의 선수가 선발되었으며, 영국의 원로 올림픽 선수로부터 한 명씩 각각 추천받았다. 에얼리는 실리 로버트슨으로부터, 더킷은 덩컨 굿뉴, 헨리는 데일리 톰프슨, 커크는 메리 피터스, 맥리치는 스티브 레드그레이브, 레이놀즈는 린 데이비스, 마지막으로 트레이시는 켈리 홈스로부터 추천받았다. 일곱 명이 성화대에 불을 붙인 뒤에는 오스틴 플레이풋이 올림픽 스타디움의 다른 자리에 다시 한번 성화를 지폈다. 이 일곱 명의 최종주자는 올림픽 성화가 밝히기 전까지 '시크릿 세븐'이라 불리며 그 정체와 역할이 철저한 기밀에 부쳐졌다. 헨리는 훗날 2016년 4 x 100m 계주 종목에서 동메달을 따게 된다. | [ 36 ] [ 37 ]        |
| 2012년 하계        | 런던           | 조던 더킷                                     | 자원봉사자: 어린이 홍보대사 | 2012년 하계 올림픽의 성화는 장래가 돋보이는 일곱 명의 선수가 선발되었으며, 영국의 원로 올림픽 선수로부터 한 명씩 각각 추천받았다. 에얼리는 실리 로버트슨으로부터, 더킷은 덩컨 굿뉴, 헨리는 데일리 톰프슨, 커크는 메리 피터스, 맥리치는 스티브 레드그레이브, 레이놀즈는 린 데이비스, 마지막으로 트레이시는 켈리 홈스로부터 추천받았다. 일곱 명이 성화대에 불을 붙인 뒤에는 오스틴 플레이풋이 올림픽 스타디움의 다른 자리에 다시 한번 성화를 지폈다. 이 일곱 명의 최종주자는 올림픽 성화가 밝히기 전까지 '시크릿 세븐'이라 불리며 그 정체와 역할이 철저한 기밀에 부쳐졌다. 헨리는 훗날 2016년 4 x 100m 계주 종목에서 동메달을 따게 된다. | [ 36 ] [ 37 ]        |
| 2012년 하계        | 런던           | 캐머런 맥리치                                 | 조정                        | 2012년 하계 올림픽의 성화는 장래가 돋보이는 일곱 명의 선수가 선발되었으며, 영국의 원로 올림픽 선수로부터 한 명씩 각각 추천받았다. 에얼리는 실리 로버트슨으로부터, 더킷은 덩컨 굿뉴, 헨리는 데일리 톰프슨, 커크는 메리 피터스, 맥리치는 스티브 레드그레이브, 레이놀즈는 린 데이비스, 마지막으로 트레이시는 켈리 홈스로부터 추천받았다. 일곱 명이 성화대에 불을 붙인 뒤에는 오스틴 플레이풋이 올림픽 스타디움의 다른 자리에 다시 한번 성화를 지폈다. 이 일곱 명의 최종주자는 올림픽 성화가 밝히기 전까지 '시크릿 세븐'이라 불리며 그 정체와 역할이 철저한 기밀에 부쳐졌다. 헨리는 훗날 2016년 4 x 100m 계주 종목에서 동메달을 따게 된다. | [ 36 ] [ 37 ]        |
| 2014년 동계        | 소치           | 이리나 로드니나                               | 피겨스케이팅                | 로드니나는 1972년, 1976년, 1980년 동계 올림픽 피겨스케이팅 종목에서 3관왕을 달성한 선수였다. 트레티아크는 소련 아이스하키 국가대표팀의 골기퍼로 1972년, 1976년, 1984년 금메달과 1980년 은메달 획득에 공헌했다. | [ 38 ]               |
| 2014년 동계        | 소치           | 블라디슬라프 트레티야크                       | 아이스하키                  | 로드니나는 1972년, 1976년, 1980년 동계 올림픽 피겨스케이팅 종목에서 3관왕을 달성한 선수였다. 트레티아크는 소련 아이스하키 국가대표팀의 골기퍼로 1972년, 1976년, 1984년 금메달과 1980년 은메달 획득에 공헌했다. | [ 38 ]               |
| 2016년 하계        | 리우데자네이루 | 반데를레이 지 리마 (실내 성화대)              | 육상                        | 2004년 하계 올림픽 마라톤 동메달리스트. 경기 도중 관객의 방해를 받았음에도 불구하고 끝까지 포기하지 않은 공로로 피에르 드 쿠베르텡 메달을 수여받은 최초의 남아메리카 선수이기도 하다. 야외에 위치한 성화대는 칸델라리아 교회 앞에 자리하였으며 성화를 지핀 사람은 14살 소년 조르지 고메스로, 리우데자네이루 스포츠 프로젝트에 참가한 어린이였다. | [ 39 ] [ 40 ]        |
| 2018년 동계        | 평창           | 김연아                                        | 피겨 스케이팅               | 2010년 동계 올림픽 피겨스케이팅 금메달리스트, 2014년 동계 올림픽 피겨스케이팅 은메달리스트. 피겨 스케이팅의 여자 싱글 부문에서 4대 국제 대회(동계 올림픽, 세계 선수권, 4대륙 선수권, 그랑프리 파이널)의 그랜드 슬램을 사상 최초로 달성한 선수이다. 성화대에 있는 빙상장으로 성화를 봉송하는 퍼포먼스를 보여주었다. |                      |
| 2020년 하계        | 도쿄           | 오사카 나오미 (실내 성화대)                   | 테니스                      | 2020년 하계 올림픽에 참가한 일본의 테니스 선수. 테니스 여자 단식에서 그랜드 슬램을 4차례 달성했으며, 대회 당시에는 세계 2위에 올랐던 선수였다. |                      |
| 2020년 하계        | 도쿄           | 다카하시 아야카 (야외 성화대)                 | 배드민턴                    | 2016년 하계 올림픽 여자 배드민턴 복식 금메달리스트. 도쿄 오다이바에 위치한 드림 브리지에 설치된 야외 성화대에서 성화를 점화했다. |                      |
| 2022년 동계        | 베이징         | 디니거얼 이라무장                             | 크로스컨트리 스키           | 2022년 동계 올림픽에 참가한 중국의 크로스컨트리 선수. 중국의 크로스컨트리 스키 선수로는 처음으로 국제 스키 연맹 주관 대회에서 메달을 획득했다. 그는 신장 위구르 자치구 아러타이시 출신의 위구르족 스키 선수이기도 하다. |                      |
| 2022년 동계        | 베이징         | 자오자원                                      | 노르딕 복합                 | 2022년 동계 올림픽에 참가한 중국의 노르딕 복합 선수. 중국의 노르딕 복합 선수로는 처음으로 동계 올림픽에 참가했다. |                      |
| 2024년 파리        | 파리           | 마리조제 페레크                               | 육상                        | 1992년 하계 올림픽에서 금메달 2개를 획득했고, 1996년 하계 올림픽에서 금메달 1개를 획득했다. |                      |
| 2024년 파리        | 파리           | 테디 리네르                                   | 유도                        | 2012년, 2016년, 2020년 하계 올림픽에서 3회 연속으로 금메달을 획득했다. |                      |

### 청소년 올림픽
| 대회               | 장소             | 점화자                        | 종목            | 주석 | 각주   |
| ------------------ | ---------------- | ----------------------------- | --------------- | --- | ------ |
| 2010년 하계 청소년 | 싱가포르         | 대런 초이                     | 요트            | 이번 대회에 참가하는 싱가포르 출신의 요트 선수. |        |
| 2012년 동계 청소년 | 인스부르크       | 에곤 지머만                   | 알파인 스키     | 두 선수 모두 각각 1964년과 1976년 올림픽에서 다운힐 종목 금메달을 땄다. 이들 대회는 모두 오스트리아에서 치러진 동계 올림픽이기도 하다. |        |
| 2012년 동계 청소년 | 인스부르크       | 프란츠 클라머                 | 알파인 스키     | 두 선수 모두 각각 1964년과 1976년 올림픽에서 다운힐 종목 금메달을 땄다. 이들 대회는 모두 오스트리아에서 치러진 동계 올림픽이기도 하다. |        |
| 2014년 하계 청소년 | 난징             | 천뤄린                        | 다이빙          | 2008년과 2012년 올림픽 10M / 10M 싱크로나이즈에서 금메달을 딴 선수. 2016년 올림픽에서도 3관왕을 달성했다. |        |
| 2016년 동계 청소년 | 릴레함메르       | 잉리드 알렉산드라 아브 노르게 | 일반인          | 1994년 동계 올림픽에서 성화를 점화한 적이 있는 노르웨이 왕세자 호콘의 장녀. | [ 41 ] |
| 2018년 하계 청소년 | 부에노스아이레스 | 산티아고 랑헤 파울라 파레토   | 요트 유도       | 성평등 올림픽을 표방한 최초의 대회였기 때문에 성화 점화도 남자 1명, 여자 1명이 맡았다. 파레토는 2008년 베이징 하계 올림픽에서 동메달을, 2016년 리우데자네이루 하계 올림픽에서 금메달을 획득했다. 랑헤는 2004년 아테네 하계 올림픽, 2008년 베이징 하계 올림픽에서 동메달을, 2016년 리우데자네이루 하계 올림픽에서 금메달을 획득했다. |        |
| 2020년 동계 청소년 | 로잔             | 기나 첸더                     | 피겨스케이팅    | 2020년 동계 청소년 올림픽에 참가한 스위스 선수단의 최연소 선수이다. |        |
| 2024년 동계 청소년 | 강원             | 이정민                        | 프리스타일 스키 | 2024년 동계 청소년 올림픽에 참가한 대한민국 선수단의 최연소 선수이다. |        |

## 같이 보기
- 올림픽 성화
- 역대 올림픽 성화봉송